# Luehea seemannii
Luehea seemannii là một loài thực vật có hoa trong họ Cẩm quỳ. Loài này được Triana & Planch mô tả khoa học đầu tiên năm 1862.